# NGC 1685
NGC 1685 ist eine Linsenförmige Galaxie vom Hubble-Typ SB0/a mit aktivem Galaxienkern im Sternbild Orion am Himmelsäquator. Sie ist schätzungsweise 194 Millionen Lichtjahre von der Milchstraße entfernt und hat einen Durchmesser von etwa 80.000 Lichtjahren.
Im selben Himmelsareal befinden sich u. a. die Galaxien NGC 1678, NGC 1682, NGC 1683, NGC 1684.
Das Objekt wurde im Januar 1850 von dem Astronomen George Johnstone Stoney entdeckt.

## NGC 1685-Gruppe (LGG 121)
| Galaxie   | Alternativname | Entfernung/Mio. Lj |
| --------- | -------------- | ------------------ |
| PGC 16256 | MCG -1-13-33   | 201                |
| NGC 1685  | PGC 16222      | 194                |
| PGC 16168 | MCG -1-13-22   | 200                |